# Pugno di ferro (film 1932)
Pugno di ferro (Any Old Port!) è un cortometraggio del 1932 con Stanlio e Ollio.

## Trama
Stanlio e Ollio sono due viaggiatori squattrinati che arrivano in una cittadina sul mare. Qui si sistemano in uno squallido albergo affacciato su un porticciolo, il cui padrone, Mugsie Long vuole a tutti costi sposarsi con la forza con una donna delle pulizie, che invece non ne ha la minima intenzione. I due strampalati eroi, obbligati dal padrone a fare da testimoni di nozze, si rifiutano onestamente e si impossessano della chiave dello sgabuzzino in cui la donna è stata rinchiusa. Ne scaturisce un furioso inseguimento all'interno dell'hotel, al termine del quale riescono a far fuggire e salvare la donna e far perdere le proprie tracce tra le vie della città.
Scampati a questo pericolo, i due entrano in un ristorante, dove Ollio incontra un suo vecchio amico proprietario di una palestra di pugilato; venuto a conoscenza del fatto che i due sono senza un soldo, promette a Ollio una ricompensa di 50 dollari se riuscirà a resistere quattro round in un incontro di pugilato. Ollio accetta, ed infatti obbliga Stanlio a combattere.
Giunti sul ring, i due scoprono che la persona contro cui Stanlio deve combattere è proprio il padrone dell'albergo da cui sono scappati. Questi, desideroso di dare una lezione ai due, si fa riempire un guanto con varie ferraglie. Lo stesso Ollio va a scommettere sulla sconfitta di Stanlio, data per sicura.
L'incontro prende però una piega inattesa: Stanlio riesce ad abbrancare l'avversario, impedendogli materialmente di tirargli dei pugni: neppure l'arbitro riesce a dividerli. Nella foga, entrambi perdono i guanti, e involontariamente Stanlio raccoglie il guanto truccato. La situazione cambia: il locandiere, impaurito, inizia a scappare per il ring, mentre Stanlio lo rincorre, senza però riuscire a colpirlo. L'albergatore finisce poi ko nel tentativo di sfilare il guanto a Stanlio.
Stanlio dunque ha vinto, ma mentre viene proclamato dall'arbitro abbatte anche lui, lasciandogli cadere accidentalmente in testa la mano col guanto ferrato. Ollio, che aveva scommesso contro Stanlio, perde tutti i soldi che aveva. Nella gazzarra che ne consegue, i due compari si danno alla fuga.

## Produzione
La pellicola è stata girata presso gli Hal Roach Studios di Culver City, il Culver City Stadium ed il Porto di Los Angeles.